# وی‌زیت. ۵۸

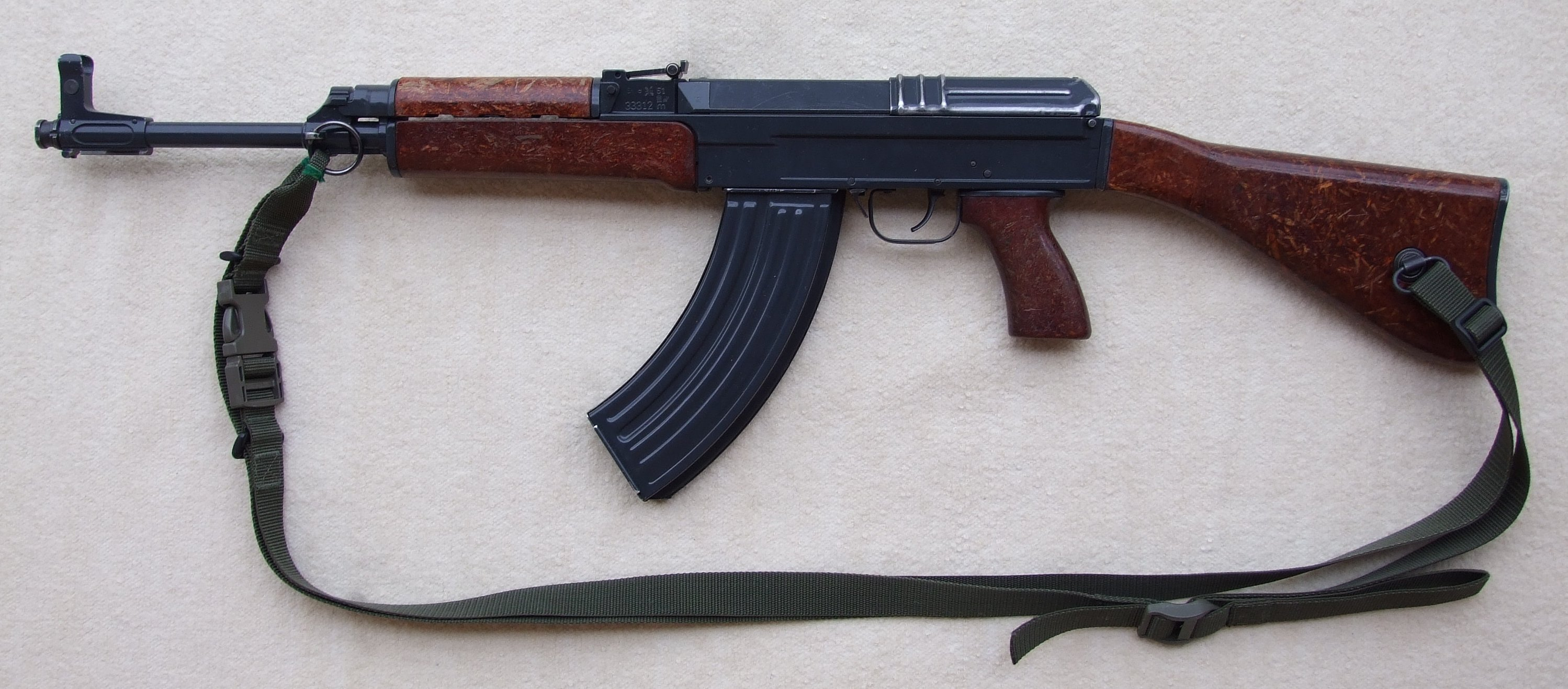
تفنگ هجومی مدل ۵۸

وی‌زیت. ۵۸ (به چکی: Samopal vzor 58) اسلحه انفرادی است که به حالت تمام اتوماتیک یا نیمه اتوماتیک می‌تواند تیراندازی کند.
این سلاح هجومی در شرکت اسلحه‌سازی چک در اوهرسکی برود جمهوری چکسلواکی از سال ۱۹۵۸ تا سال ۱۹۸۸ ساخته می‌شد. در حال حاضر ارتش‌های جمهوری چک و جمهوری اسلواکی از این تفنگ استفاده می‌کنند. با وجود اینکه از نظر ظاهری این سلاح مشابه کلاشنیکف هست، اما اجزای داخلی آن و مکانیزم مسلح شدن و گلنگدن آن با کلاشنیکف متفاوت هست و این اسلحه هیچ قطعه قابل جایگزینی با قطعات کلاشنیکف ندارد. 

## تاریخچه
در دوره جنگ سرد جمهوری چکسلواکی و اتحاد جماهیر شوروی تنها کشورهای بلوک شرق بودند که تفنگ خودرا می‌ساختند.
سلاح هجومی مدل ۵۸ در سال ۱۹۵۶ توسط یرژی چرماک و بوهوسلاف نوتنی طراحی شد. ساختن تفنگ مدل ۵۸ در سال ۱۹۵۸ شروع شد و در همان زمان نیز رسماً وارد ارتش جمهوری چکسلواکی شد. تا سال ۱۹۸۸، ۹۰۰۰۰۰تفنگ ساخته شد.

## توصیف

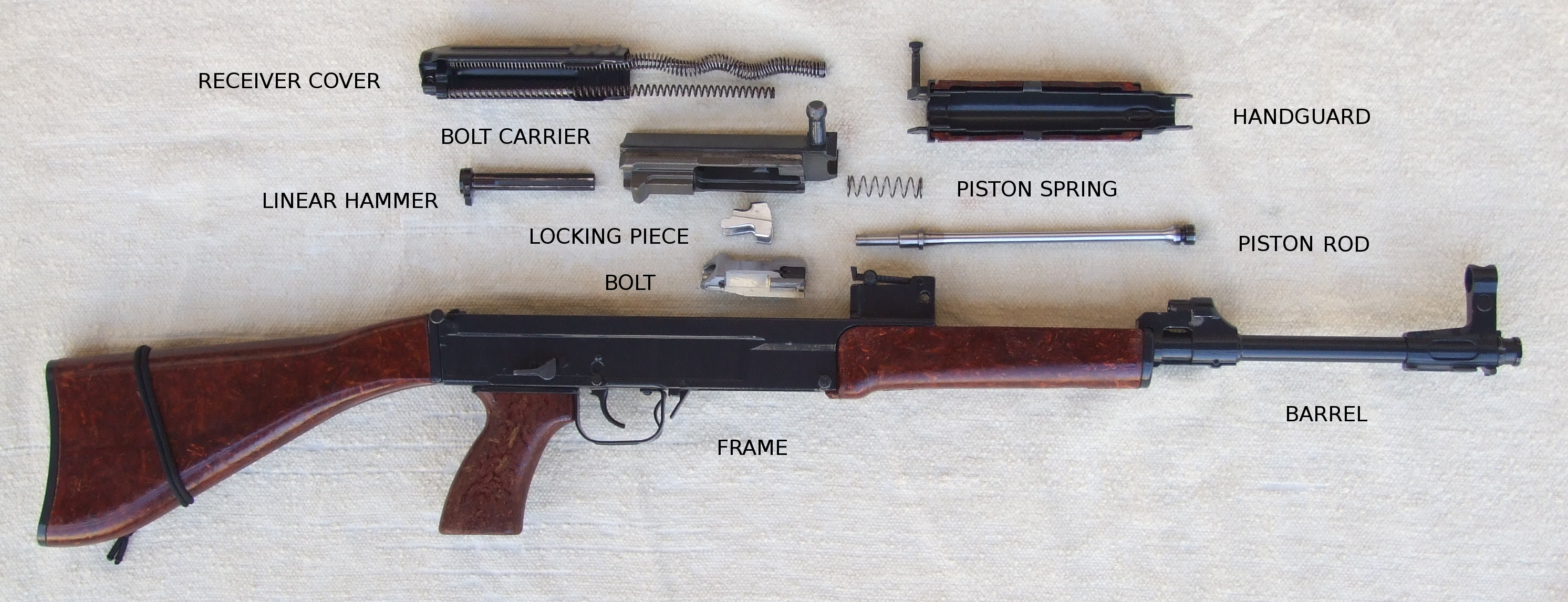

تفنگ هجومی مدل ۵۸ اسلحه انفرادی است که با فشار گاز ناشی از انفجار باروت مسلح می‌شود.
قطر درونی لوله (کالیبر) اصلی آن ۷٬۶۲ است. این تفنگ دارای خشاب ۳۰ یا ۳۲ فشنگی است. این سلاح در دو مدل با قنداق ثابت و قنداق تاشو از زیر ساخته می‌شد. تفنگ با قنداق تاشو از زیر به وسیله پلیس و چتربازان استفاده می‌شود. لوله سلاح ۴ شیار راست پیچ دارد و سطح داخلی این لوله پوششی از کروم دارد.
مکانیسم گلنگدن آن بر خلاف آ- کا- ۴۷ مستقیم و بسیار آسان‌تر است. سیستم گلنگدن به وسیله ته تفنگ آونگی (سیستم گلنگدن کلاشنیکف چرخشی است) که به حمال گلنگدن وصل است، قفل می‌شود. پوش گلنگدن به وسیله ماشین تراش ساخته می‌شود و به این دلیل ساختن تفنگ مدل ۵۸ از کلاشنیکف گرانتر ولی وزنش در مقابل کلاشنیکف کمتر است.

## مشخصات فنی

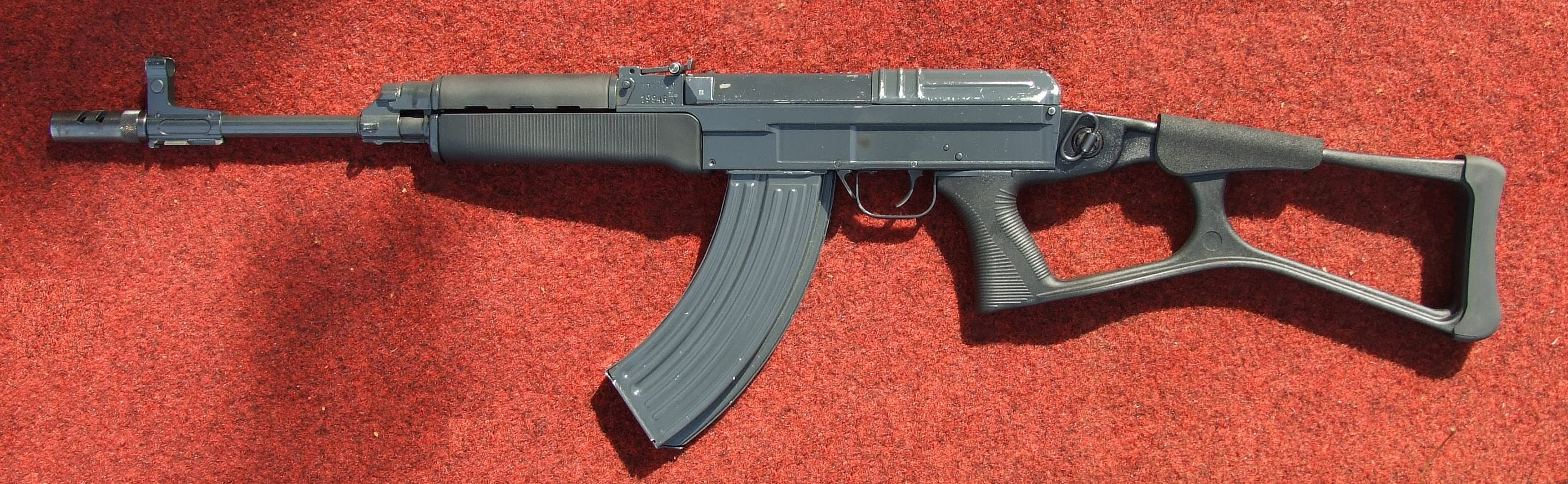

- کالیبر…۷٬۶۲
- فشنگ.................۷٬۶۲ ۳۹
- وزن خالی…۲٬۹۰کیلوگرم
- برد مفید…۵۰۰ متر
- ظرفیت خشاب…۳۰ فشنگ
- طول لوله…۳۹۰ میلی‌متر
- طول تفنگ…۸۴۵ میلی‌متر